# 平良交一
平良 交一（たいら こういち）は日本で活動するミュージカル俳優および元オペラ歌手である。沖縄県出身。劇団四季所属。

## 来歴
沖縄県立首里高等学校卒業後、琉球大学を経て東京芸術大学を卒業した。1996年に新国立劇場でのオペラ公演でオペラ歌手として初出演し、以降バリトンオペラ歌手として活動していた。2007年7月に劇団四季のオーディションに合格し、演目契約で出演したオペラ座の怪人のブケー役で四季での初舞台出演を果たし、その後も演目契約で複数作品への出演を経て正式に劇団四季へ入団した。2016年に日本初演を迎えたノートルダムの鐘東京公演ではアンサンブル役のオリジナルキャストとして出演した。また2024年に初演を迎えたゴースト&レディ東京公演でも同様にアンサンブル役のオリジナルキャストとして出演している。

## 主な出演作品

### 劇団四季
- オペラ座の怪人（2007年ブケー）（2020年ムッシュー・フィルマン）
- 劇団四季 ソング&ダンス55ステップス（2010年シンガーパート）
- キャッツ（2015年オールドデュトロ ノミー）
- ノートルダムの鐘（2016年アンサンブル6枠
- ウィキッド（2023年ディラモンド教授）
- ゴースト&レディ（2024年アンサンブル3枠・オリジナルキャスト）

※括弧内の年は初出演年

### その他
- ミュージカルオペラ『龍馬』（2009年、龍馬[1]）